# Чилик (река)
Чили́к (Шилик, Шилык, Шелек; в верхнем течении — Джангырык, Жангырык; каз. Шелек) — река в Алматинской области республики Казахстан, самая крупная река Заилийского Алатау (Северный Тянь-Шань), один из крупнейших левых притоков реки Или, главной водной артерии юго-восточного Казахстана. На реке создано Бартогайское водохранилище, откуда начинается Большой Алматинский канал.

## Населённые пункты
В долине реки расположено одноимённое село Шелек, бывший райцентр Чиликского района Алматинской области (ныне слился с Енбекшиказахским районом). Так же в долине реки расположены села Малыбай, Бижанова, Байсеит, Сарыбулак, Милянфан, Масак.

## Течение
Шелек имеет длину 245 км, площадь бассейна 4980 км². Берёт начало от ледников хребта Кунгей Алатау; ниже выходит в Илийскую котловину, где разбивается на рукава Кур-Чилик и Ульхун-Чилик. Впадает в Капчагайское водохранилище. Питание ледниково-снеговое. Притоки: Женишке, Карабулак, Кутырган, Талды, Курменты, Кайынды, Саты, Кольсай. Среднегодовой расход воды — в 63 км от устья 32,2 м³/с. Используется для орошения.

## Туризм
В последнее время река получает всё большую популярность как объект экстремального туризма для спортивных походов шестой категории сложности (также входят реки Чарын, Казан и Коксу).

## Экономика
В 2010 году имелись планы по возведению ГЭС не реке Чилик. В тот год Казахстан и китайская Gezhouba Group подписали соответствующее соглашение. Позже о проекте не сообщалось.

## Галерея

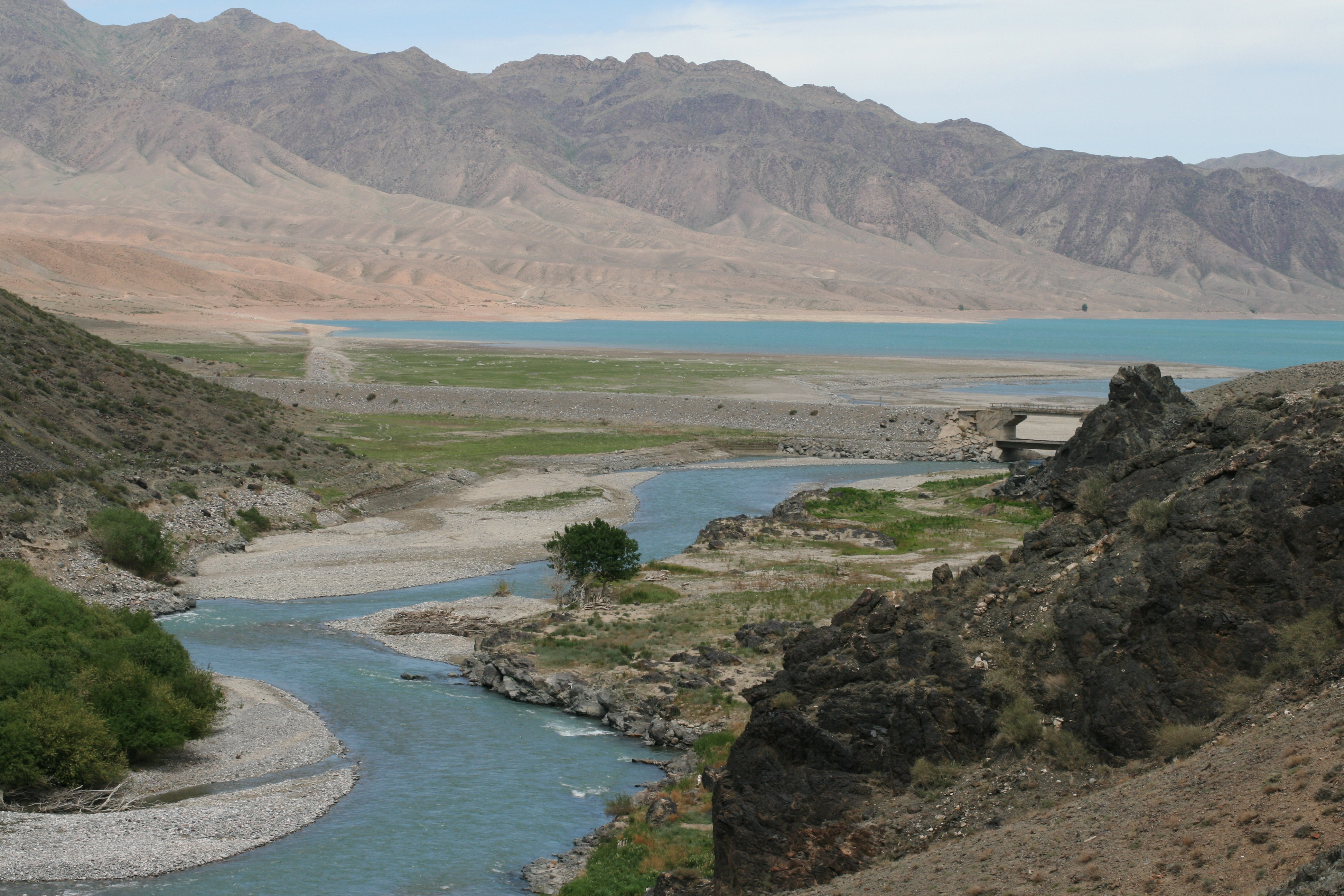
Каньон реки Чилик. Май 2013
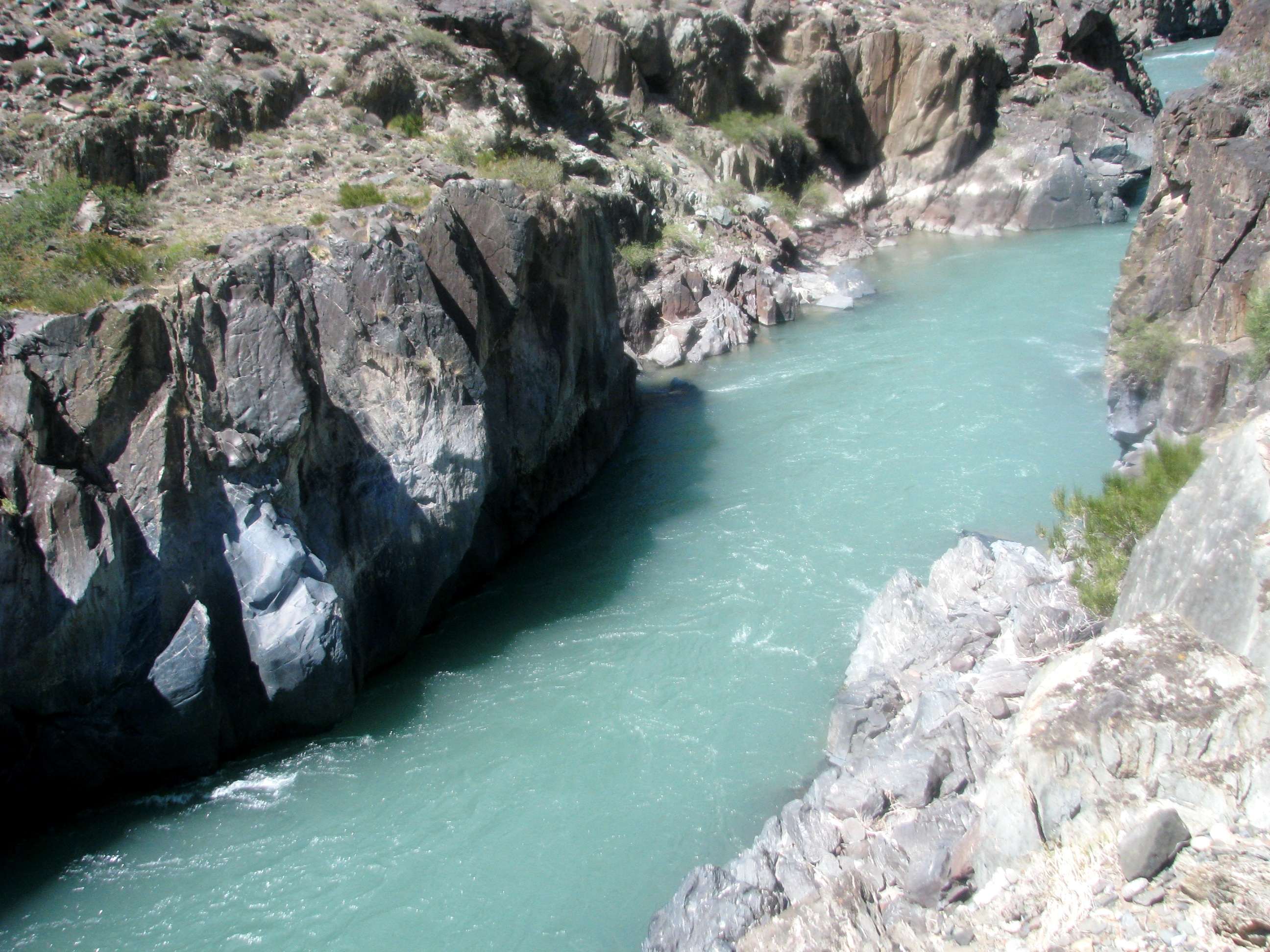
Каньон реки Чилик. Май 2013
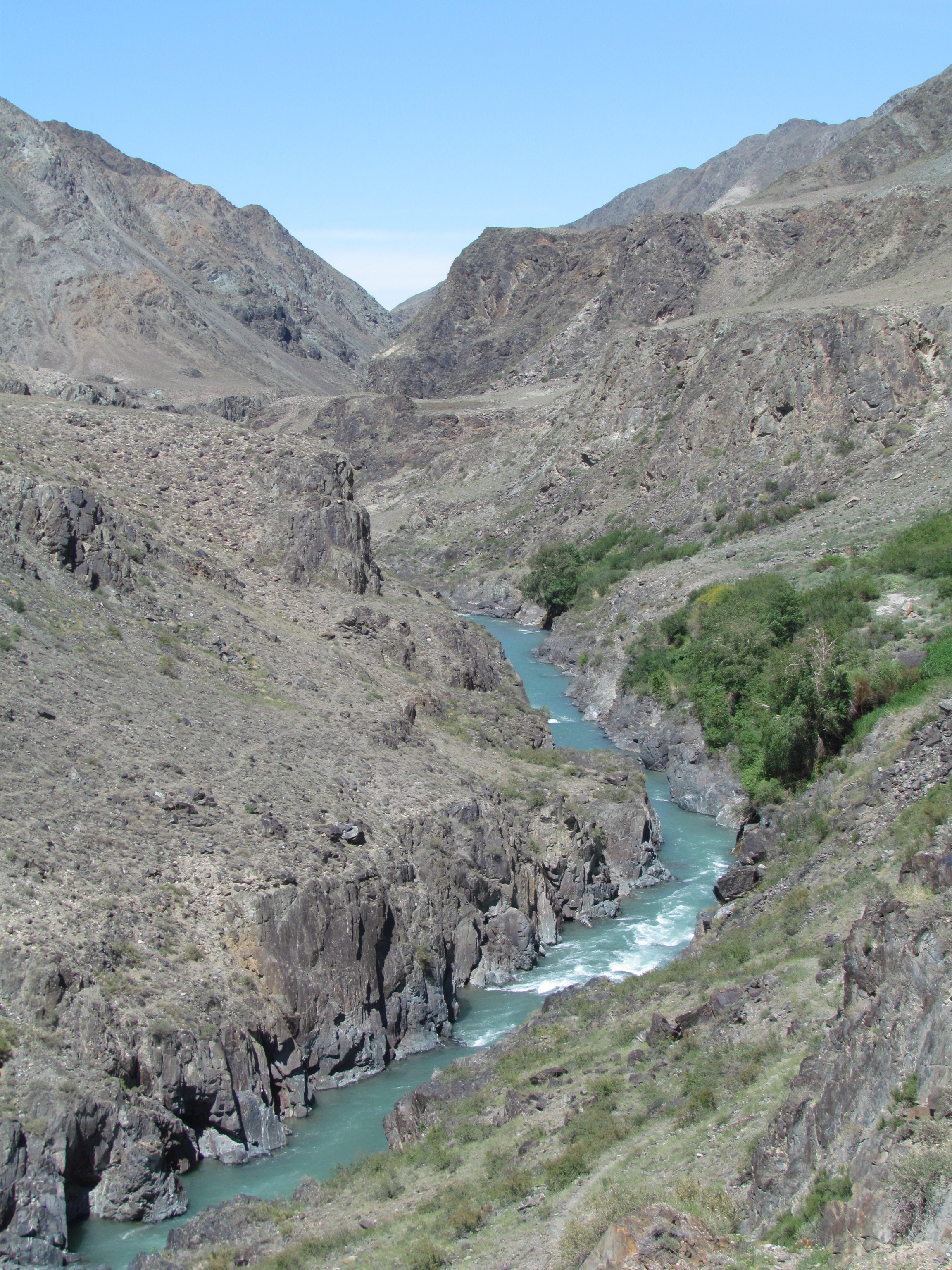
Каньон реки Чилик. Май 2013
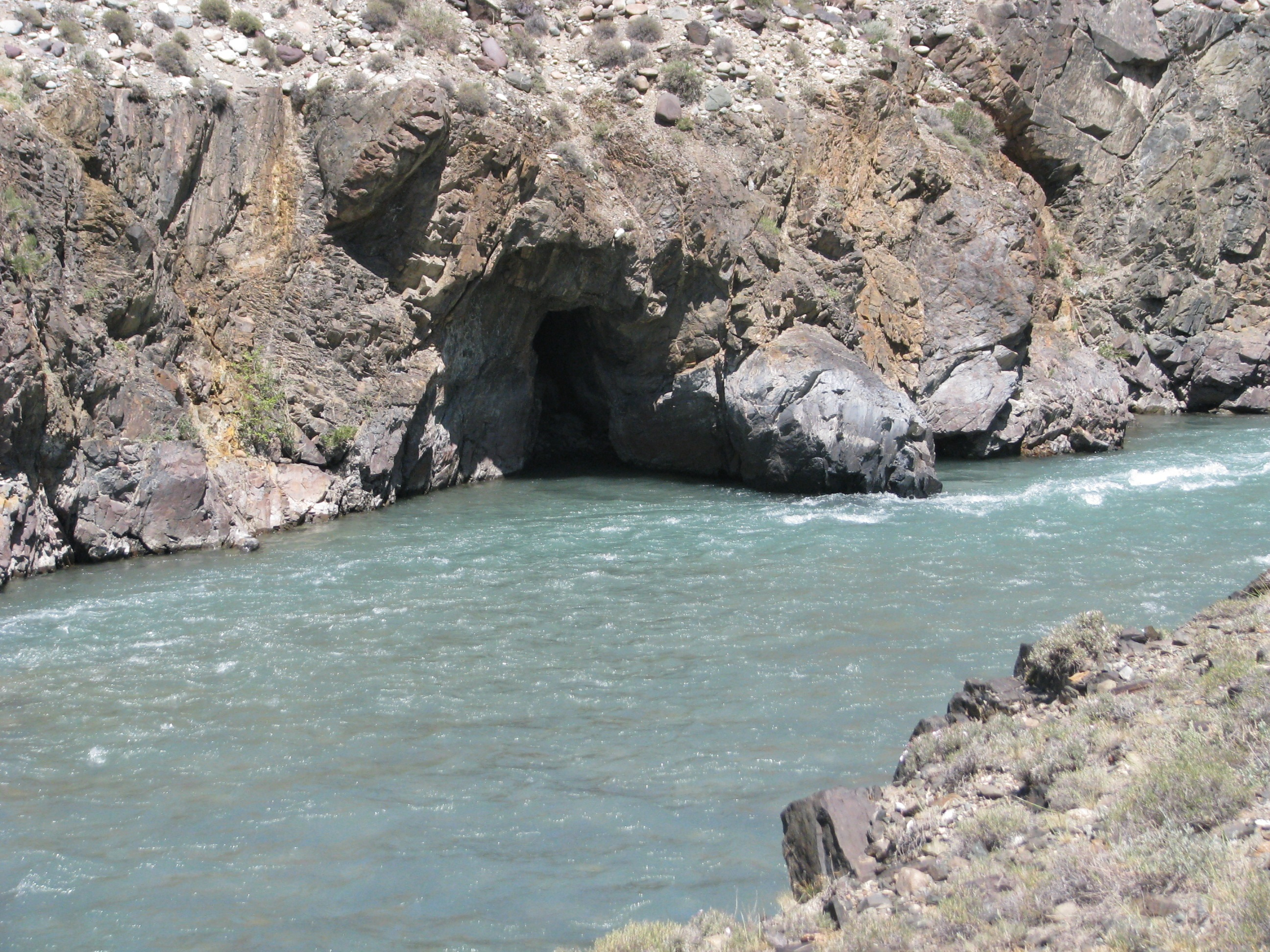
Берег реки Чилик. Пещера в склоне. Май 2013
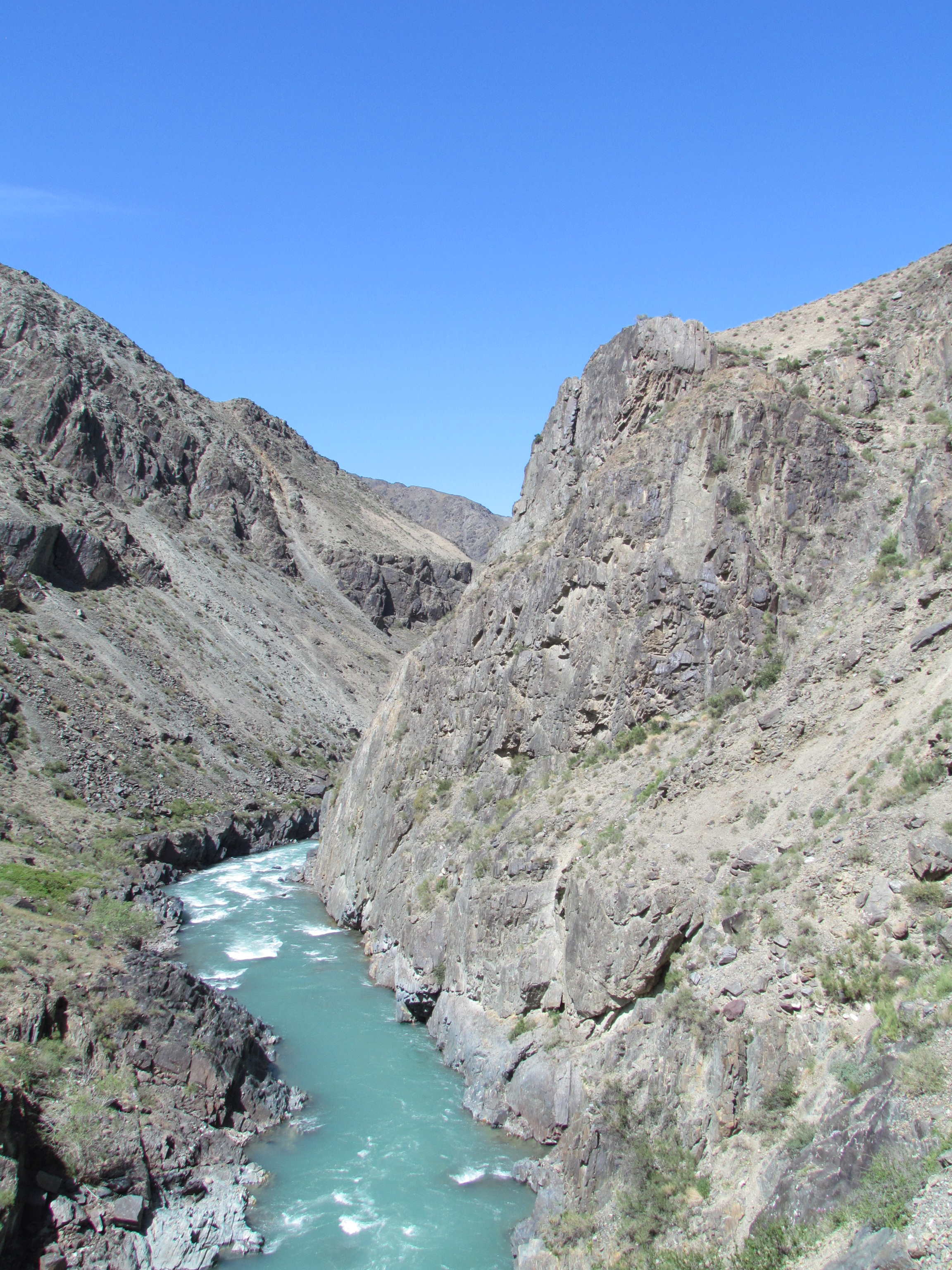
Каньон реки Чилик. Утёсы на берегу. Май 2013